# XML Paper Specification
Die XML Paper Specification (XPS) ist ein Dateiformat für Dokumente, das von der Firma Microsoft entwickelt wurde und von dieser als direktes Konkurrenzprodukt zum Portable Document Format (PDF) gesehen wird.

## Geschichte
Das Dateiformat wurde am 26. April 2005 auf der WinHEC-Konferenz unter Next Generation Print Path (NGPP) sowie dem Codenamen Metro erstmals vorgestellt.
XPS wurde zusammen mit Windows Vista und in .Net-Framework 3 für Windows XP veröffentlicht, das einen eingebauten XPS-Drucker und XPS-Betrachter besitzt.
Im März 2008 veröffentlichte Microsoft das Microsoft XML Paper Specification Essentials Pack 1.0 für Windows Vista, Windows XP und Windows 2003 Server.
2009 wurde durch ECMA der Standard Open XML Paper Specification (OXPS) veröffentlicht. Dieser ist nicht mit dem originalen XPS-Format kompatibel. Während Windows Vista und Windows 7 nur mit XPS umgehen können, beherrschen Windows 8 und Windows 10 beide Formate und benutzen standardmäßig OXPS.

## Microsoft und XPS bzw. OXPS
Mit Windows 8 und Windows 10 können sowohl XPS- als auch OXPS-Dateien angezeigt und erstellt (gedruckt) werden. Als Standard-Dateityp erstellt der Microsoft XPS Document Writer bei diesen Versionen OXPS-Dateien. Während des Drucker-Dialogs kann bei der Eingabe des Dateinamens die Dateiendung „.xps“ gewählt werden. Der Writer erzeugt dann eine XPS-Datei.
Diese kann dann ab Windows XP mit dem XPS Viewer von Microsoft betrachtet werden. Das Öffnen von OXPS-Dateien funktioniert erst ab Windows 8.
Die Änderung der Datei-Endung .oxps in .xps führt zu keinem Erfolg, da die Formate inkompatibel sind.

## Unterstützung außerhalb Microsofts

### Software
Das (Open-)XPS-Format wird durch die freien Dokumentbetrachter Okular und Evince sowie das Vektorgrafikprogramm Xara Xtreme Pro 5 unterstützt. Ebenso unterstützt der Dokumentenbetrachter MuPDF dieses Format, und ab der Version 1.5 auch das zum Rendern darauf aufbauende Programm Sumatra PDF.
Mit Adobe Acrobat 9 wurde die Unterstützung auch beim Marktführer für PDF eingebaut.
Auch mit LibreOffice 7 lassen sich XPS-Dateien bearbeiten.

### Drucker
Toshiba unterstützt XPS auf seinen Vollfarbsystemen e-STUDIO2500c/3500c/3510c seit Juli 2007.
Konica Minolta unterstützt XPS auf seinen Vollfarbsystemen bizhub C451/C550/C650 seit Juli 2007, auf den Systemen bizhub C203/C253/C353 mit der Markteinführung im Oktober 2007, seit Juni 2008 auf den Schwarzweiß-Systemen bizhub 361/421/501, sowie als Option auf den Januar 2008 verfügbaren Modellen Magicolor 4650EN/DN (und aufwärts).
Kyocera Document Solutions unterstützt XPS auf seinen Farbsystemen TASKalfa 250ci/300ci/400ci/500ci und FS-C5100DN/5200DN/5300DN/5400DN.
Canon liefert für einige seiner PIXMA-Multifunktionssysteme einen XPS-Druckertreiber aus, der zusätzlich zum eigentlichen Druckertreiber installiert werden kann. Er arbeitet jedoch nicht mit den übrigen mitgelieferten Programmen (Layoutdruck etc.) zusammen.
Ricoh unterstützt XPS auf seinen Farbdruckern Aficio MP C300/C400 sowie auf Maschinen der Pro-Serie. Einige s/w-Drucker wie der Aficio SP6330 haben ebenfalls XPS-Unterstützung.